# APN News & Media
APN News & Media est une entreprise australienne, qui faisait partie de l'indice NZSX50, indice principale de la bourse de Nouvelle-Zélande, le New Zealand Exchange. APN News & Media est un groupe de médias diffusant en Australie et en Nouvelle-Zélande, sur papier, internet et radiodiffusion.

## Historique
En mars 2015, News Corp acquiert 14,99 %, seuil limite légal avant une offre sur l'ensemble du capital, de APN News & Media, pour 145 millions de dollars australien.